# Acrossota amboinensis
Acrossota amboinensis (Burchardt, 1902) è una specie di octocoralli dell'ordine Alcyonacea. È l'unica specie del genere Acrossota e della famiglia Acrossotidae.

## Descrizione
La famiglia Acrossotidae si distingue per la completa assenza di pinnule sui tentacoli, un tratto che può tuttavia essere condiviso da alcune specie in altre famiglie.
Acrossota amboinensis forma colonie di polipi verticali derivanti da stoloni che possono fondersi in piccole o estese membrane di base. I corpi dei polipi, le membrane basali e gli stoloni sono coperti da una cuticola. I polipi sono dotati di tentacoli simili a serpenti, senza pinnule, in grado di essere ritirati da un processo di invaginazione. Sclerite assente. Zooxantellate.